# 馬丁斯維爾 (新澤西州)
馬丁斯維爾（英語：Martinsville）是位於美國新澤西州薩默塞特縣的普查規定居民點。

## 人口
根據2020年美國人口普查的數據，馬丁斯維爾的面積為31.67平方千米，當中陸地面積為31.47平方千米，而水域面積為0.19平方千米。當地共有人口12147人，而人口密度為每平方千米383.55人。